# HMS Tactician
Le HMS Tactician (pennant number : P314) est un sous-marin de la classe T en service dans la Royal Navy. Construit au chantier naval Vickers-Armstrongs à Barrow-in-Furness, il est lancé le 29 juillet 1942.

## Conception
Les sous-marins de la classe S, quoique très réussis, se sont avérés trop petits pour des opérations lointaines. Il fallut mettre en chantier la classe T, également très réussie, qui avait 21 mètres de longueur en plus et un déplacement de 1000 tonnes. Alors que les bâtiments de la classe S avaient seulement six tubes lance-torpilles d'étrave, ceux de la classe T en avaient huit, dont deux dans un bulbe d'étrave, plus deux autres dans la partie mince de la coque au milieu du navire.

## Engagements
Le HMS Tactician fut construit par Vickers-Armstrongs à Barrow-in-Furness. Sa quille fut posée le 13 novembre 1941. Il fut lancé le 29 juillet 1942 et mis en service dans la Royal Navy le 29 novembre 1942.
Pendant sa carrière en temps de guerre, le HMS Tactician a servi en mer Méditerranée et en Extrême-Orient. Quand il opérait contre les Italiens, il a coulé le patrouilleur auxiliaire italien V17 / Pia et le voilier italien Bice. Il a également torpillé et endommagé le navire marchand italien Rosandra au large des côtes albanaises. Le navire a coulé le lendemain.
Après avoir été transféré dans l’océan Pacifique, commandé par le Lieutenant commander Anthony Collett, DSC, le HMS Tactician a continué à harceler les navires ennemis, coulant un petit navire japonais et deux voiliers siamois avant la fin de la guerre. Il a pris part à l’opération Cockpit, où il a secouru sous le feu ennemi un aviateur américain abattu, le Lt. D. C. Klahn.
Des actualités cinématographiques de 1952 montrent le HMS Tactician prenant part à un exercice dans la mer du Japon. Dans ce film, le sous-marin est vu plongeant. Ayant survécu à la guerre et continué à servir dans la marine, le HMS Tactician est finalement démoli à Newport (pays de Galles) le 6 décembre 1963.